# Amoniomagnesiovoltaïta
L'amoniomagnesiovoltaïta és un mineral de la classe dels sulfats, que pertany al grup de la voltaïta. El nom de l'espècie arrel, la voltaïta, porta el nom del Comte Alessandro Giuseppe Antonio Anastasio Volta (1745-1827), físic italià i pioner de l'electricitat. El prefix "Amoniomagnesio" al·ludeix als components d'amoni i magnesi en substitució del potassi i el ferro ferrós de la voltaïta.

## Característiques
L'amoniomagnesiovoltaïta és un sulfat de fórmula química (NH₄)₂Mg₅Fe3+
3Al(SO₄)₁₂(H₂O)₁₈. Va ser aprovada com a espècie vàlida per l'Associació Mineralògica Internacional l'any 2009. Cristal·litza en el sistema isomètric. És l'anàleg d'amoni i magnesi de la voltaïta.
Segons la classificació de Nickel-Strunz, l'amoniomagnesiovoltaïta pertany a «07.C - Sulfats (selenats, etc.) sense anions addicionals, amb H₂O, amb cations de mida mitjana i grans» juntament amb els següents minerals: krausita, tamarugita, kalinita, mendozita, lonecreekita, alum-(K), alum-(Na), tschermigita, lanmuchangita, voltaïta, zincovoltaïta, pertlikita, kröhnkita, ferrinatrita, goldichita, löweïta, blödita, niquelblödita, changoïta, zincblödita, leonita, mereiterita, boussingaultita, cianocroïta, mohrita, niquelboussingaultita, picromerita, polihalita, leightonita, amarillita, konyaïta i wattevil·lita.

## Formació i jaciments
Va ser descoberta a Pécs-Vasas, a Pécs, als monts Mecsek (Baranya, Hongria). També ha estat descrita a la mina Anna, a Aquisgrà (Rin del Nord-Westfàlia, Alemanya), i a Huron (Ohio, Estats Units).